# 西岛大介
西岛大介（1974年10月5日—），日本漫畫家、插畫家，東京都出身。他曾參與化物語、怪怪守護神、向陽處的她、倍樂生等作品的創作。